# Sei bambine e il Perseo
Sei bambine e il Perseo è un film del 1939 diretto da Giovacchino Forzano.

## La trama
Benvenuto Cellini dopo aver passato un lungo periodo di lavoro presso la Corte di Francia, torna a Firenze, per conoscere le condizioni della sorella rimasta vedova e con sei figlie a carico. Sono pochi gli amici che hanno aiutato la famiglia, inoltre un suo nemico Ranuccio Bandinelli lo ha inimicato alla corte dei Medici. Cellini decide di realizzare una grande statua rappresentante il Perseo con la testa di Medusa, riesce ad ottenere la commissione dai Medici e si mette subito al lavoro, senza sapere che molti suoi nemici tenteranno in tutti i modi di far fallire il progetto. In una notte durante un pauroso temporale l'artista aiutato da alcuni allievi e dall'assistenza delle sei nipotine, riesce a fondere la statua che sarà il miglior esempio contro tutte le difficoltà incontrate.

## La critica
- Mino Doletti, nelle pagine di Film del 6 gennaio 1940 « Come nella Carica dei seicento si capisce che tutto il film è fatto per i quattrocento metri finali della carica, anche qui si capisce che tutto il film è fatto per gli ultimi ottocento metri della fusione della statua. Ma come nella Carica così nel Perseo il resto non guasta, ed è adeguata preparazione e adeguata preparazione al passo finale. Forzano ha avuto la mano felice e con una sapienza che si può chiamare mestiere, ha saputo portarci a vedere le cose più belle di Palazzo Vecchio. Il film è particolarmente riuscito, sia per la parte documentaria che per quella della ricostruzione dell'ambiente fiorentino dell'epoca. Le piccole nipoti di Benvenuto di per sé sono un capolavoro »

## Produzione
Prodotto dalla Pisorno il film girato negli studi di Tirrenia uscirà nelle sale nel dicembre del 1939.